# Ủy ban Kiểm tra Trung ương Đảng Cộng sản Việt Nam
Ủy ban Kiểm tra Trung ương Đảng Cộng sản Việt Nam là cơ quan kiểm tra, giám sát chuyên trách của Ban Chấp hành Trung ương Đảng Cộng sản Việt Nam, thực hiện các nhiệm vụ, quyền hạn được quy định trong Điều lệ Đảng Cộng sản Việt Nam; tham mưu, giúp Ban Chấp hành Trung ương, Bộ Chính trị, Ban Bí thư chỉ đạo thực hiện nhiệm vụ kiểm tra, giám sát và thi hành kỷ luật trong Đảng.
Chủ nhiệm hiện nay là Thượng tướng Nguyễn Duy Ngọc, Ủy viên Bộ Chính trị, Bí thư Trung ương Đảng.

## Lịch sử
Cơ quan được thành lập theo Quyết định của Ban Thường vụ Trung ương Đảng ngày 16/10/1948, ban đầu có tên là Ban Kiểm tra Trung ương Đảng Cộng sản Việt Nam. Sau Đại hội Đảng toàn quốc lần thứ III (1960), Ban Kiểm tra Trung ương Đảng được đổi tên thành Ủy ban Kiểm tra Trung ương Đảng Cộng sản Việt Nam.

## Nhiệm vụ
Chức năngỦy ban Kiểm tra Trung ương là cơ quan kiểm tra, giám sát chuyên trách của Ban Chấp hành Trung ương, thực hiện các nhiệm vụ, quyền hạn được quy định trong Điều lệ Đảng; tham mưu, giúp Ban Chấp hành Trung ương, Bộ Chính trị, Ban Bí thư chỉ đạo thực hiện nhiệm vụ kiểm tra, giám sát và thi hành kỷ luật trong Đảng.
Nhiệm vụ
1. Quyết định phương hướng, nhiệm vụ, chương trình công tác kiểm tra, giám sát nhiệm kỳ, hằng năm, 6 tháng; sơ kết, tổng kết công tác kiểm tra, giám sát; triệu tập và chỉ đạo hội nghị cán bộ kiểm tra toàn quốc.
2. Trực tiếp tổ chức thực hiện các nhiệm vụ công tác kiểm tra, giám sát và thi hành kỷ luật trong Đảng do Điều lệ Đảng quy định.
  - Kiểm tra đảng viên ở bất cứ cương vị nào khi có dấu hiệu vi phạm tiêu chuẩn đảng viên, tiêu chuẩn cấp uỷ viên và trong việc thực hiện nhiệm vụ đảng viên.
  - Kiểm tra tổ chức đảng cấp dưới khi có dấu hiệu vi phạm trong việc chấp hành Cương lĩnh chính trị, Điều lệ Đảng, nghị quyết, chỉ thị của Đảng, các nguyên tắc tổ chức của Đảng, pháp luật của Nhà nước; kiểm tra việc thực hiện nhiệm vụ kiểm tra và thi hành kỷ luật trong Đảng.
  - Giám sát Ủy viên Ban Chấp hành Trung ương (kể cả Ủy viên Bộ Chính trị, Ủy viên Ban Bí thư), cán bộ diện Bộ Chính trị, Ban Bí thư quản lý và tổ chức đảng cấp dưới về việc thực hiện chủ trương, đường lối, chính sách của Đảng, nghị quyết, chỉ thị, quy định của Ban Chấp hành Trung ương, Bộ Chính trị, Ban Bí thư và về đạo đức, lối sống theo quy định Ban Chấp hành Trung ương.
  - Giải quyết tố cáo đối với tổ chức đảng cấp dưới và đảng viên thuộc diện Trung ương quản lý theo quy định của Bộ Chính trị, Ban Bí thư. Ủy ban Kiểm tra Trung ương không xem xét, giải quyết đơn, thư tố cáo giấu tên, mạo tên, không rõ địa chỉ và những tố cáo có tên đã được cấp có thẩm quyền do Điều lệ Đảng quy định xem xét, kết luận, nay tố cáo lại nhưng không có thêm tài liệu, chứng cứ mới.
  - Xem xét, kết luận, quyết định thi hành kỷ luật và giải quyết khiếu nại kỷ luật theo thẩm quyền do Điều lệ Đảng quy định.
  - Kiểm tra tài chính của cấp uỷ cấp dưới và cơ quan tài chính của Ban Chấp hành Trung ương.
3. Thực hiện nhiệm vụ kiểm tra, giám sát do Bộ Chính trị, Ban Bí thư giao.
4. Khi tiến hành công tác kiểm tra, giám sát có quyền yêu cầu tổ chức đảng và đảng viên báo cáo tình hình, cung cấp tài liệu về những vấn đề có liên quan đến nội dung kiểm tra, giám sát; yêu cầu các tổ chức đảng có liên quan phối hợp công tác kiểm tra, giám sát. Trong quá trình thực hiện nhiệm vụ kiểm tra, giám sát nếu có phát hiện tổ chức đảng hoặc đảng viên có những quyết định hoặc việc làm có dấu hiệu sai, trái với Cương lĩnh chính trị, Điều lệ Đảng, nghị quyết, chỉ thị, quy định của Đảng thì Uỷ ban Kiểm tra Trung ương được quyền yêu cầu tổ chức đảng hoặc đảng viên xem xét lại quyết định hoặc làm việc đó; nếu tổ chức đảng và đảng viên không thực hiện thì báo cáo kịp thời với cấp có thẩm quyền xem xét.
5. Phối hợp với các ban Trung ương Đảng giúp Ban Chấp hành Trung ương, Bộ Chính trị, Ban Bí thư xây dựng phương hướng, nhiệm vụ, chương trình, kế hoạch kiểm tra, giám sát, tổ chức lực lượng để tiến hành kiểm tra, giám sát tổ chức đảng cấp dưới và đảng viên chấp hành Cương lĩnh chính trị, Điều lệ Đảng, nghị quyết, chỉ thị của Đảng (theo Điều 30 Điều lệ Đảng).
6. Tham mưu, giúp Ban Chấp hành Trung ương, Bộ Chính trị, Ban Bí thư về công tác kiểm tra, giám sát và thi hành kỷ luật trong Đảng, về những giải pháp nhằm giữ vững nguyên tắc tổ chức và sinh hoạt đảng, trước hết là nguyên tắc tập trung dân chủ, bảo đảm sự đoàn kết, thống nhất trong Đảng, tăng cường kỷ cương của Đảng, chủ động phòng ngừa vi phạm kỷ luật của tổ chức đảng và đảng viên.
  - Báo cáo các vụ kỷ luật, giải quyết tố cáo, khiếu nại kỷ luật thuộc thẩm quyền xem xét, quyết định của Ban Chấp hành Trung ương, Bộ Chính trị, Ban Bí thư.
  - Hướng dẫn và kiểm tra các cấp uỷ, tổ chức đảng viên và đảng viên thực hiện công tác kiểm tra, giám sát và thi hành kỷ luật trong Đảng.
  - Được ủy quyền tổ chức triển khai các quyết định, kết luận, thông báo của Ban Chấp hành Trung ương, Bộ Chính trị, Ban Bí thư về thi hành kỷ luật, giải quyết tố cáo, khiếu nại kỷ luật; theo dõi, đôn đốc, kiểm tra tổ chức đảng cấp dưới và đảng viên có liên quan trong việc thực hiện các quyết định, kết luận, thông báo đó.
  - Chủ động tham gia ý kiến và kiến nghị những vấn đề liên quan đến công tác cán bộ và cán bộ diện Bộ Chính trị, Ban Bí thư quản lý.
7. Tham mưu với Bộ Chính trị, Ban Bí thư về nội dung, quy trình, phương thức giám sát và trực tiếp tổ chức giám sát theo quy định của Điều lệ Đảng và điểm 2, Điều 2 của Quy chế này.
8. Ủy ban Kiểm tra Trung ương phối hợp với Văn phòng Trung ương (là cơ quan chủ trì), Ban Tổ chức Trung ương và các cơ quan liên quan giúp Ban Chấp hành Trung ương theo dõi, giám sát việc thực hiện Quy chế làm việc của Ban Chấp hành Trung ương, Bộ Chính trị, Ban Bí thư.

## Lãnh đạo khóa XIII

### Chủ nhiệm
- Nguyễn Duy Ngọc - Ủy viên Bộ Chính trị, Bí thư Trung ương Đảng [2]

### Phó Chủ nhiệm
1. Trần Văn Rón - Ủy viên Trung ương Đảng, Phó Chủ nhiệm thường trực
2. Trần Tiến Hưng - Ủy viên Trung ương Đảng
3. Nguyễn Hồng Lĩnh - Ủy viên Trung ương Đảng [3]
4. Hoàng Văn Trà
5. Nghiêm Phú Cường
6. Nguyễn Minh Quang
7. Trần Thị Hiền [4]
8. Hoàng Trọng Hưng [4]
9. Đinh Hữu Thành
10. Hà Quốc Trị
11. Đoàn Anh Dũng

### Ủy viên Ủy ban Kiểm tra Trung ương
1. Nguyễn Văn Nhân
2. Võ Thái Nguyên
3. Hồ Minh Chiến
4. Nguyễn Văn Hội
5. Tô Duy Nghĩa
6. Lê Văn Thành (bầu bổ sung tại Hội nghị bất thường Ban Chấp hành Trung ương lần 4)[5]
7. Đào Thế Hoằng (bầu bổ sung tại Hội nghị Ban Chấp hành Trung ương lần thứ tám)[6]
8. Lê Nguyễn Nam Ninh (bầu bổ sung tại Hội nghị Ban Chấp hành Trung ương lần thứ tám)[6]
9. Đinh Văn Cường (bầu bổ sung tại Hội nghị Ban Chấp hành Trung ương lần thứ mười)

## Cơ cấu tổ chức

### Cơ cấu Cơ quan Ủy ban Kiểm tra Trung ương
(Theo Quyết định số 53-QĐ/TW ngày 6 tháng 1 năm 2022 của Bộ Chính trị)
1. Văn phòng Ủy ban
2. Vụ Địa bàn I (gọi tắt là Vụ I)
3. Vụ Địa bàn IA (gọi tắt là Vụ IA)
4. Vụ Địa bàn II (gọi tắt là Vụ II)
5. Vụ Địa bàn III (gọi tắt là Vụ III)
6. Vụ Địa bàn V (gọi tắt là Vụ V)
7. Vụ Địa bàn VI (gọi tắt là Vụ VI)
8. Vụ Địa bàn VII (gọi tắt là Vụ VII)
9. Vụ Địa bàn VIII (gọi tắt là Vụ VIII)
10. Vụ Tổng hợp
11. Vụ Tổ chức - Cán bộ
12. Vụ Nghiên cứu
13. Vụ Đào tạo - Bồi dưỡng
14. Tạp chí Kiểm tra

## Hoạt động nổi bật
- Ngày 16 tháng 9 năm 2016, Đoàn Kiểm tra của Ủy ban Kiểm tra Trung ương công bố quyết định thi hành kỷ luật số 355/QĐNS/TW của Ban Bí thư đối với đồng chí Trịnh Xuân Thanh, Tỉnh ủy viên, Phó Chủ tịch Ủy ban nhân dân tỉnh Hậu Giang nhiệm kỳ 2011-2016, theo đó quyết định thi hành kỷ luật bằng hình thức khai trừ ra khỏi Đảng đối với đồng chí Trịnh Xuân Thanh.[8]
- Trong Sự cố Formosa, Ủy ban Kiểm tra Trung ương ngày 14-4-2017 xác định trách nhiệm Ban cán sự đảng UBND tỉnh và UBND tỉnh và Ban quản lý Khu kinh tế tỉnh Hà Tĩnh cũng như Ban cán sự Đảng Bộ TN-MT. Ủy ban thi hành kỷ luật đối với các đảng viên thuộc thẩm quyền mình và đề nghị Ban Bí thư thi hành ký luật đối với các đảng viên còn lại.[9]
- Ủy ban Kiểm tra Trung ương ngày 27-4-2017 cho biết đã xem xét thi hành kỷ luật đối với Ban Thường vụ Đảng ủy Tập đoàn Dầu khí quốc gia Việt Nam và đưa ra những quyết định như sau:

- Đề nghị Bộ Chính trị, Ban Chấp hành Trung ương Đảng xem xét, thi hành kỷ luật đối với ông Đinh La Thăng.
- Cách chức Bí thư Đảng ủy Tập đoàn PVN nhiệm kỳ 2010-2015 đối với ông Phùng Đình Thực; cách chức Phó Bí thư Đảng ủy Tập đoàn PVN nhiệm kỳ 2010-2015 đối với ông Đỗ Văn Hậu; khai trừ ra khỏi Đảng đối với ông Nguyễn Xuân Sơn; cảnh cáo đối với đồng chí Nguyễn Quốc Khánh.
- Ngoài ra Ủy ban cũng xem xét thi hành kỷ luật đồng chí Nguyễn Văn Thiện, nguyên Ủy viên Trung ương Đảng, nguyên Bí thư Tỉnh ủy và đồng chí Lê Hữu Lộc, nguyên Phó Bí thư Tỉnh ủy, nguyên Chủ tịch UBND tỉnh Bình Định, ra quyết định thi hành kỷ luật khiển trách đối với đồng chí Lê Hữu Lộc, đề nghị Ban Bí thư thi hành kỷ luật đồng chí Nguyễn Văn Thiện theo thẩm quyền, yêu cầu Ban Thường vụ tỉnh Bình Định và đồng chí Lê Kim Toàn, Phó Bí thư Thường trực Tỉnh ủy nghiêm túc kiểm điểm sâu sắc về những khuyết điểm có liên quan.

- Ngày 18 tháng 05 năm 2022: Kỳ họp thứ 15 của Ủy ban Kiểm tra Trung ương: đề nghị Bộ Chính trị xem xét, thi hành kỷ luật Ban cán sự đảng Bộ Y tế nhiệm kỳ 2016 - 2021 và đồng chí Nguyễn Thanh Long, Ủy viên Trung ương Đảng, Bí thư Ban cán sự đảng, Bộ trưởng Bộ Y tế, đề nghị Bộ Chính trị xem xét, thi hành kỷ luật Ban cán sự đảng Bộ Khoa học và Công nghệ nhiệm kỳ 2016 - 2021 và đồng chí Chu Ngọc Anh, Ủy viên Trung ương Đảng, Phó Bí thư Thành ủy, Bí thư Ban cán sự đảng, Chủ tịch UBND thành phố Hà Nội, nguyên Bí thư Ban cán sự đảng, nguyên Bộ trưởng Bộ Khoa học và Công nghệ, cùng nhiều việc thi hành kỷ luật khác [11].
- Ngày 22 tháng 06 năm 2022: Kỳ họp thứ 16 của Ủy ban Kiểm tra Trung ương: đề nghị Bộ Chính trị xem xét, thi hành kỷ luật Ban cán sự đảng UBND Thành phố Hồ Chí Minh nhiệm kỳ 2016-2021 và đồng chí Nguyễn Thành Phong, Ủy viên Trung ương Đảng, Phó Trưởng Ban Kinh tế Trung ương, nguyên Phó Bí thư Thành ủy, nguyên Bí thư Ban cán sự đảng, nguyên Chủ tịch UBND Thành phố Hồ Chí Minh, cùng nhiều việc thi hành kỷ luật khác [12].